# Bahnhof Heerlen
Der Bahnhof Heerlen ist der größte Bahnhof der niederländischen Stadt Heerlen. Er befindet sich an der Bahnstrecke Sittard–Herzogenrath, ist Trennungsbahnhof der Bahnstrecke Heerlen–Schin op Geul und zentraler Knotenpunkt im städtischen ÖPNV. Am Bahnhof verkehren nationale Regional- und Fernverkehrszüge sowie die grenzüberschreitenden Züge Richtung Herzogenrath.

## Geschichte
Die Station wurde am 1. Mai 1896 mit der Bahnstrecke Sittard–Herzogenrath eröffnet. Die Verbindung nach Schin op Geul und damit zur seit 1853 bestehenden Strecke nach Maastricht folgte 1914. Die Station war ein wichtiger Umschlagbahnhof für den Bergbau, bis die Minen geschlossen wurden. Aus Heerlen kann man nach Aachen und in einige andere grenznahe Städte in Deutschland reisen.
Das erste Empfangsgebäude befand sich dort, wo sich heute das Heerlener Polizeibüro befindet (Stationsstraat 13e). Es wurde 1913 in seiner Funktion durch ein zweites, direkt westlich anschließendes Gebäude abgelöst und diente fortan als Personalgebäude. Architekt des Neubaus war möglicherweise George van Heukelom, der zu dieser Zeit weitere Bahnhofsgebäude entlang der Strecke nach Schin op Geul entwarf. Optisch wurde das neue Empfangsgebäude durch einen mittig platzierten, viereckigen Turm mit Turmuhr dominiert, dessen Ecken im oberen Bereich eine Fase besaßen. Der Turm war aus rotbraunem Backstein gemauert und mit kontrastierenden gelben Steinen verziert. Den Abschluss bildete ein Spitzdach aus Schiefer, der später durch rötliche Dachziegel ersetzt wurde. Beiderseits des Turms befanden sich Gebäudeteile in klassischen Proportionen mit Zeltdächern und gemauerten Risaliten. Der westliche Teil hatte eine pergolaartige Konstruktion mit drei Bögen als Durchgang zum Bahnsteig. Im äußersten westlichen Trakt befand sich ein Wartesaal, im Keller ein Friseursalon. Das eigentliche Bahnhofsgebäude hat viele Verzierungen mit Schlüsselsteinen, Aufsätzen und Abdeckplatten. Eine Loggia mit Säulen und eine Terrasse betonten die Asymmetrie. Der gesamte Komplex aus erstem und zweitem Empfangsgebäude wurde 1985 abgerissen. An Stelle des zweiten Empfangsgebäudes wurde im selben Jahr das dritte Empfangsgebäude des Bahnhofs erbaut.
Von 2012 bis 2019 entstand nördlich des Bahnhofs das neue Stadtviertel Maankwartier (deutsch Mondviertel). Im Zuge der Bauarbeiten wurde der Bahnhof zum Reiterbahnhof umgebaut. Das 1985 fertiggestellte und von Hans Bak entworfene alte Empfangsgebäude wich einem Neubau, dessen Entwurf wie der des gesamten Maankwartiers vom Heerlener Architekten Michel Huisman stammt. Die Bauarbeiten wurden 2019 abgeschlossen und der neue Bahnhof ging am 5. August des Jahres in Betrieb.

## Streckenverbindungen
| Linie   | Verlauf | Takt                                                               | Betreiber              |
| ------- | --- | ------------------------------------------------------------------ | ---------------------- |
| IC 3900 | NS Intercity: Enkhuizen – Hoorn – Amsterdam Centraal – Utrecht Centraal – ’s-Hertogenbosch – Eindhoven Centraal – Sittard – Heerlen                                                                                                 | 30 min (frühmorgens/abends stündlich zwischen Sittard und Heerlen) | Nederlandse Spoorwegen |
| RE 18   | LIMAX: Aachen Hbf – Aachen West – Herzogenrath – Eygelshoven Markt – Landgraaf – Heerlen – Valkenburg – Meerssen – Maastricht – Maastricht Randwyck – Eijsden – Visé – Bressoux – Liège-Guillemins Stand: Fahrplanwechsel Juni 2024 | 30 min 60 min Maastricht–Liège-Guillemins                          | Arriva Nederland       |
| RS 15   | Arriva Stoptrein: Kerkrade Centrum – Chevremont – Eygelshoven – Landgraaf – Heerlen – Hoensbroek – Nuth – Schinnen – Spaubeek – Geleen Oost – Sittard                                                                               | 30 min                                                             | Arriva Nederland       |
| RS 18   | Arriva Stoptrein: Maastricht Randwyck – Maastricht – Maastricht Noord – Meerssen – Houthem-Sint Gerlach – Valkenburg – Schin op Geul – Klimmen-Ransdaal – Voerendaal – Heerlen-Woonboulevard – Heerlen                              | 30 min                                                             | Arriva Nederland       |

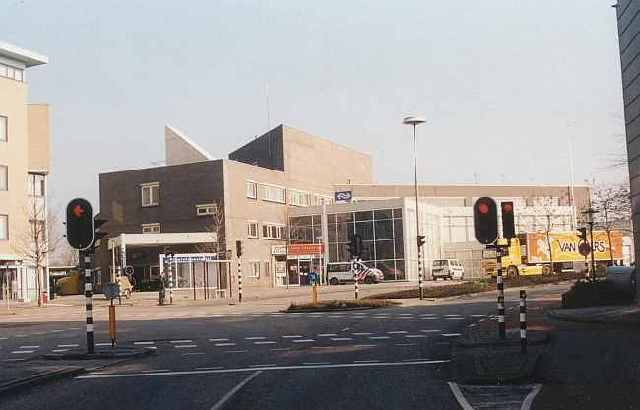
Bahnhofsgebäude vor dem Umbau
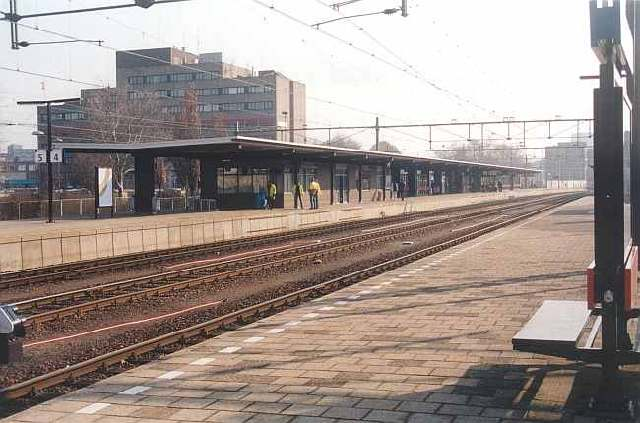
Bahnsteige vor dem Umbau
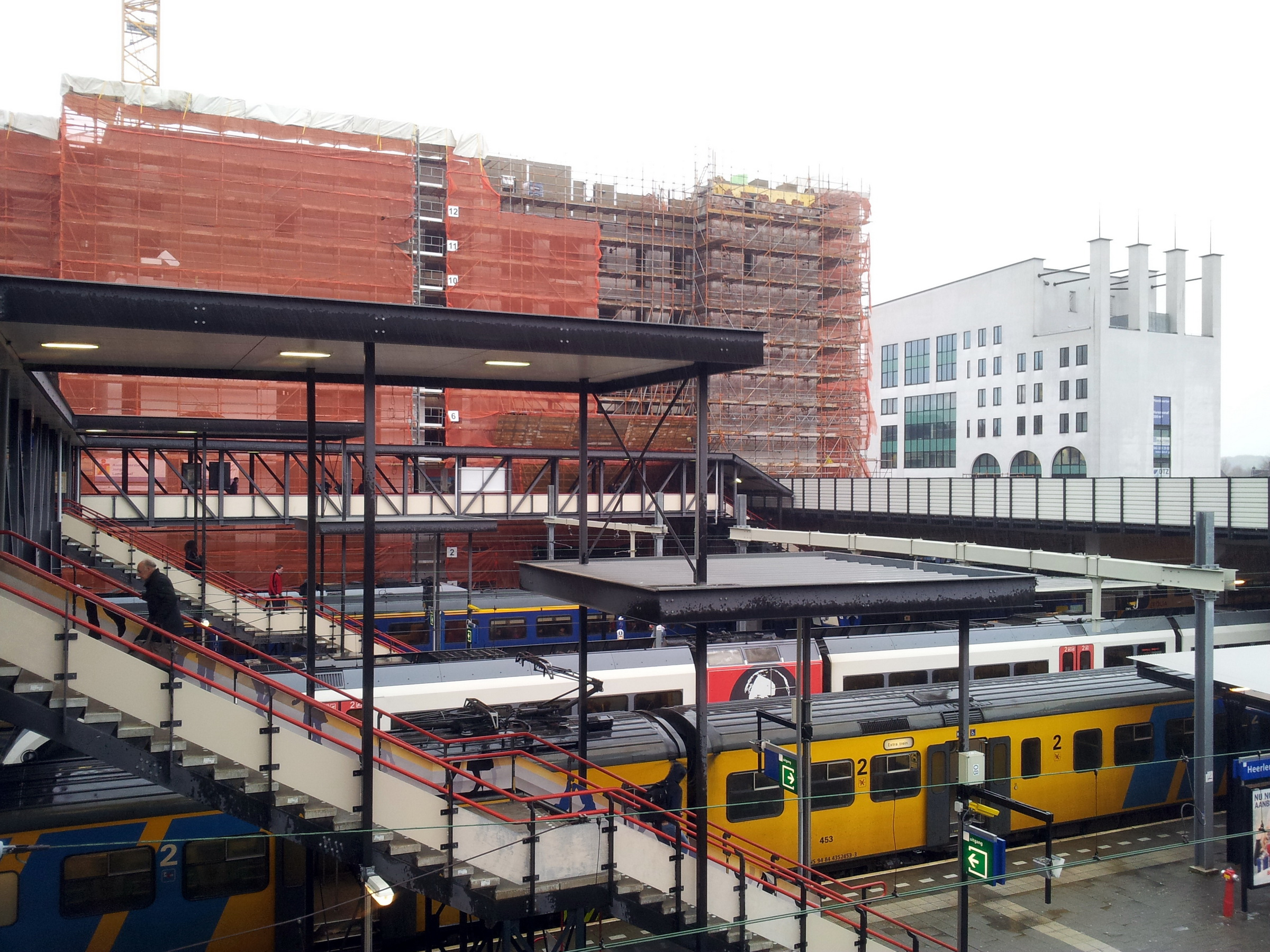
Bahnhof Heerlen 2015, im Hintergrund die Baustelle des Maankwartier
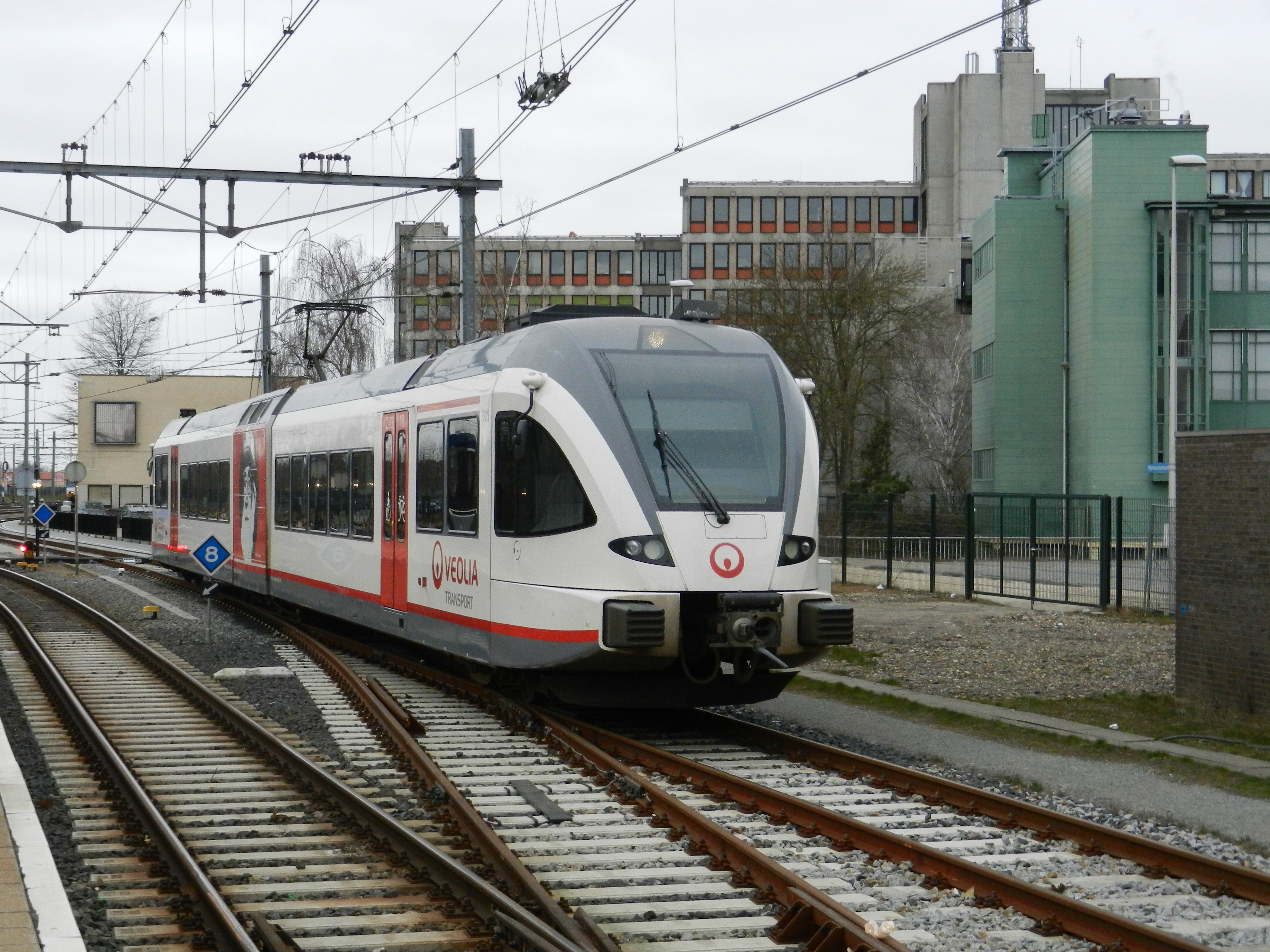
Veolia Stoptrein in Heerlen
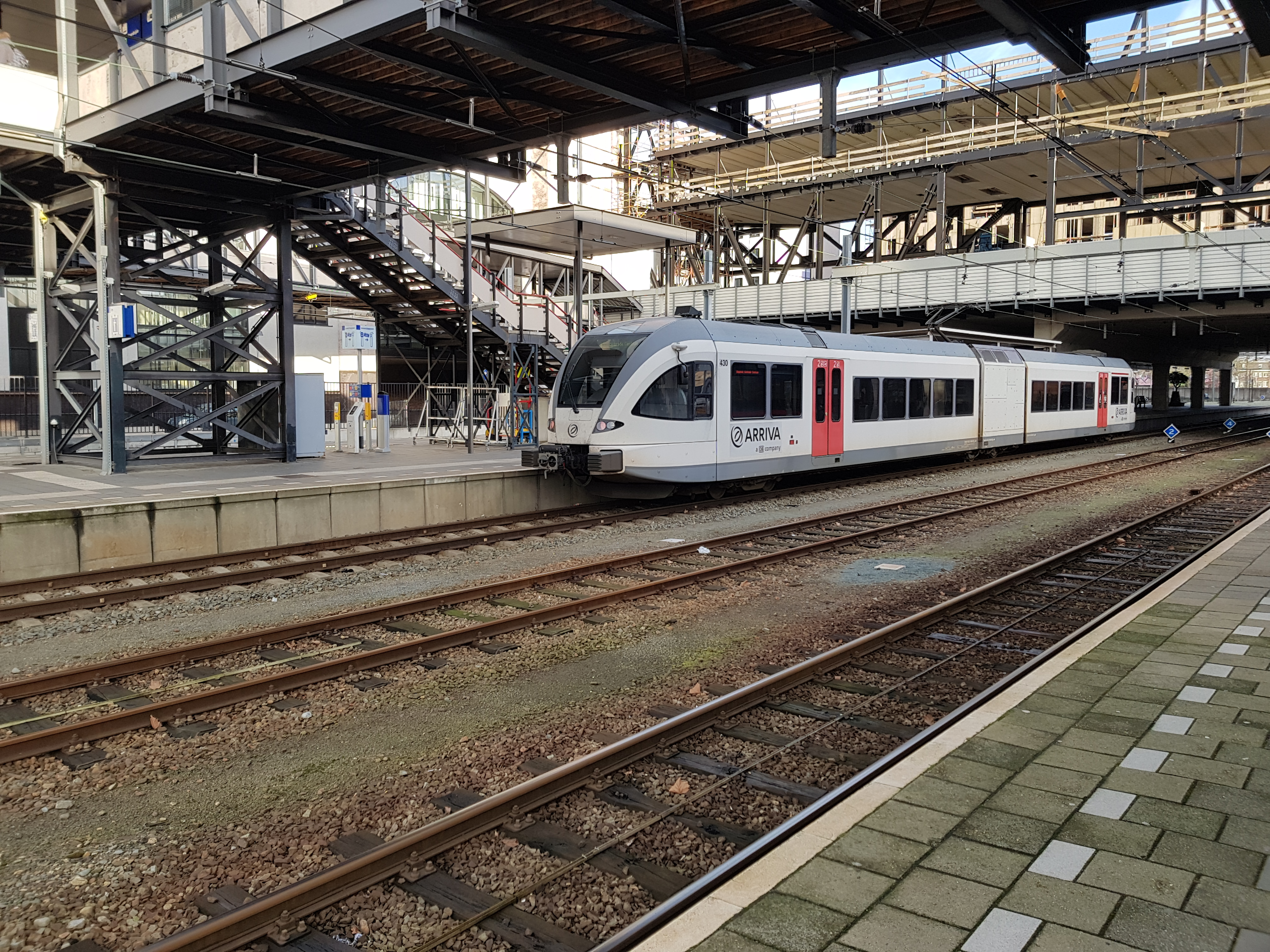
Bahnhof in der Umbauphase 2018
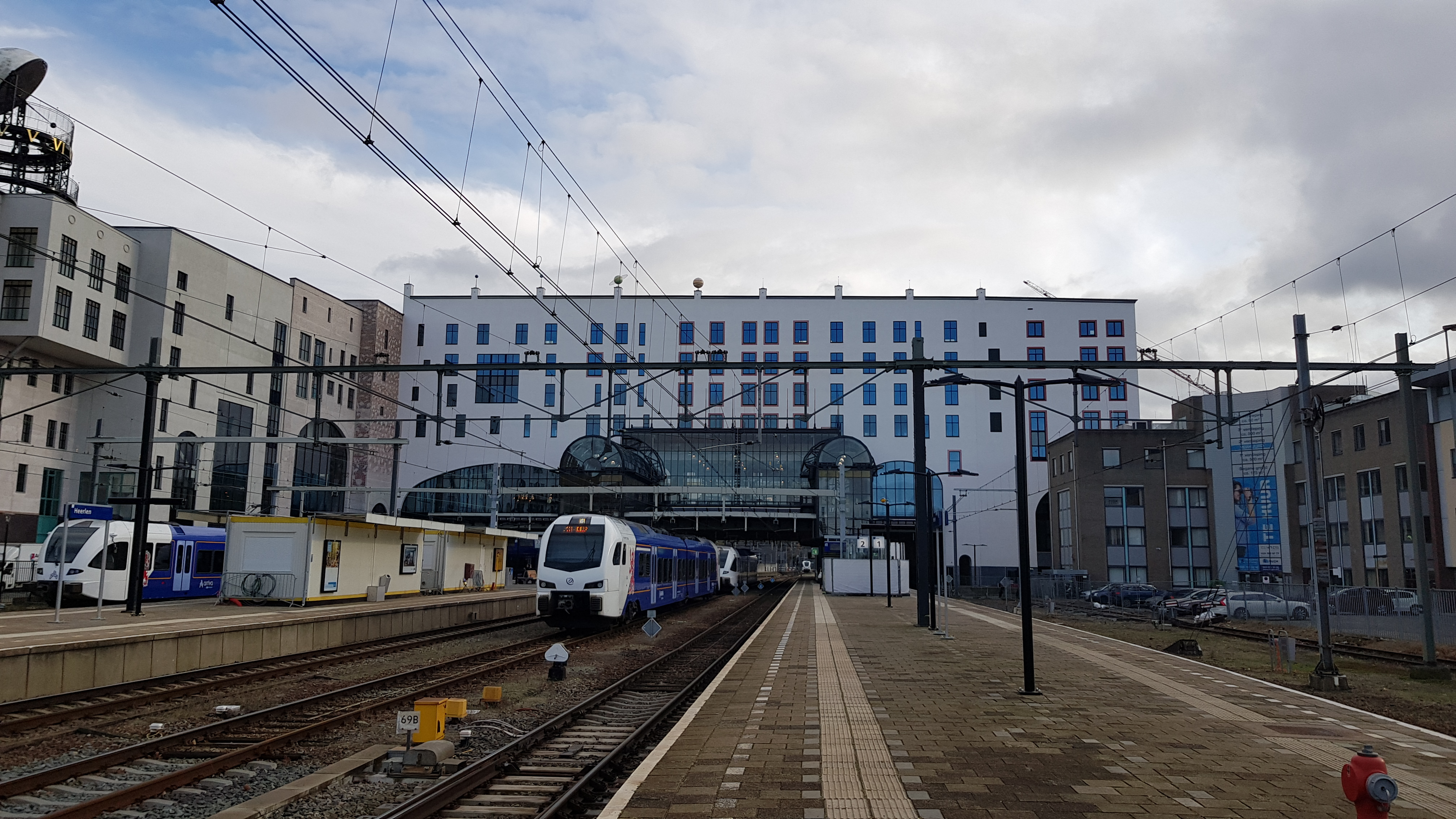
Westseite nach dem Umbau
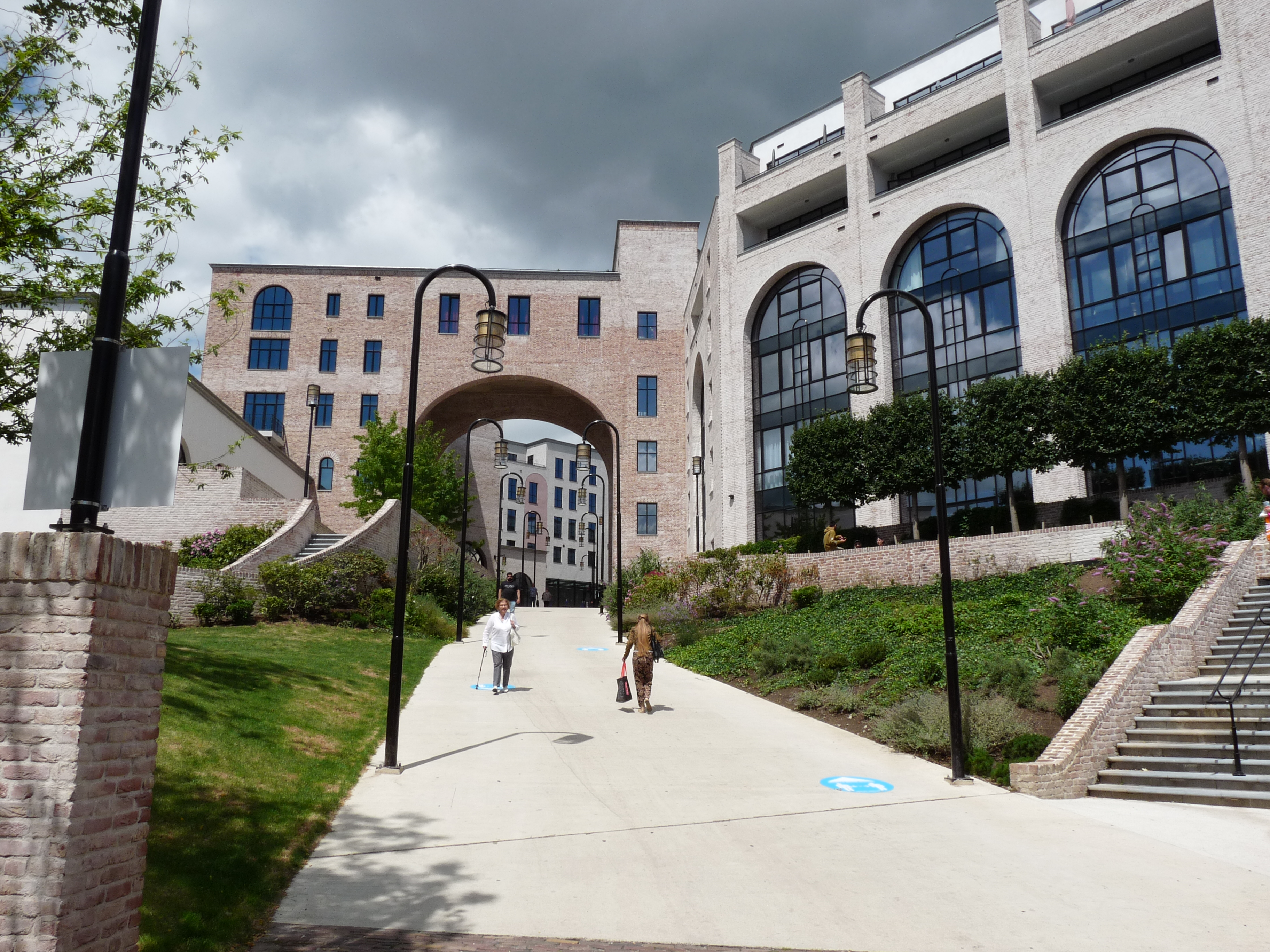
Rampe von der Stadtmitte zur Verteilerebene